# Liste der Nummer-eins-Hits in Norwegen (2010)
|        | Nummer-eins-Singles 2010   |                            |                            |        |
| < 2009 | in den norwegischen Charts | in den norwegischen Charts | in den norwegischen Charts | 2011 > |

| Datum Wochen          | Datum Wochen          | Titel / Interpret Autor | Information | Information |
| --------------------- | --------------------- | --- | --- | --- |
| 1/2010 1 Woche        | 1/2010 1 Woche        | Tik Tok Kesha Dr. Luke, Benjamin Levin, Kesha                                                                              | Solodebüt nach dem Nummer-2-Hit Right Round mit Flo Rida, erst in der elften Chartwoche auf Platz 1 gestiegen                                                                                                  | Solodebüt nach dem Nummer-2-Hit Right Round mit Flo Rida, erst in der elften Chartwoche auf Platz 1 gestiegen                                                                                                  |
| 2/2010 1 Woche        | 2/2010 1 Woche        | Måndagsbarn Veronica Maggio Oskar Linnros, Veronica Maggio                                                                 | erster internationaler Hit der schwedischen Sängerin | erster internationaler Hit der schwedischen Sängerin |
| 3/2010 1 Woche        | 3/2010 1 Woche        | Bad Romance Lady Gaga RedOne, Lady Gaga                                                                                    | zweite Nummer-eins-Single von Lady Gaga | zweite Nummer-eins-Single von Lady Gaga |
| 4/2010 2 Wochen       | 4/2010 2 Wochen       | Russian Roulette Rihanna Shaffer Smith, Charles Harmon                                                                     | zweite Nummer-eins-Single von Rihanna | zweite Nummer-eins-Single von Rihanna |
| 6/2010 2 Wochen (+4)  | 6/2010 2 Wochen (+4)  | Yes Man Bjørn Johan Muri Simone Larsen, Simen Eriksrud, Bjørn Johan Muri                                                   | Viertplatzierter des nationalen Vorentscheids zum Eurovision Song Contest 2010 | Viertplatzierter des nationalen Vorentscheids zum Eurovision Song Contest 2010 |
| 8/2010 1 Woche        | 8/2010 1 Woche        | We Are the World 25 for Haiti Artists for Haiti Lionel Richie, Michael Jackson                                             | Benefizsingle für die Opfer des Erdbebens in Haiti, Coverversion der Afrika-Benefizsingle We Are the World von 1985                                                                                            | Benefizsingle für die Opfer des Erdbebens in Haiti, Coverversion der Afrika-Benefizsingle We Are the World von 1985                                                                                            |
| 9/2010 4 Wochen (+2)  | 9/2010 4 Wochen (+2)  | Yes Man Bjørn Johan Muri Simone Larsen, Simen Eriksrud, Bjørn Johan Muri                                                   | − | − |
| 13/2010 2 Wochen      | 13/2010 2 Wochen      | Telephone Lady Gaga feat. Beyoncé Rodney Jerkins, Beyoncé Knowles, LaShawn Daniels, Lady Gaga, Lazonate Franklin           | für beide Sängerinnen die dritte norwegische Nummer eins | für beide Sängerinnen die dritte norwegische Nummer eins |
| 15/2010 3 Wochen      | 15/2010 3 Wochen      | Fight for This Love Cheryl Cole Steve Kipner, Wayne Wilkins, Andre Merritt                                                 | internationales Solodebüt der ehemaligen Girlgroupsängerin und Fußballersgattin | internationales Solodebüt der ehemaligen Girlgroupsängerin und Fußballersgattin |
| 18/2010 4 Wochen      | 18/2010 4 Wochen      | Stereo Love Edward Maya & Vika Jigulina Alexandru Ilie, Eduard Marian Ilie, Victoria Corneva                               | Debüt des rumänischen Produzenten und der russisch-rumänischen Sängerin | Debüt des rumänischen Produzenten und der russisch-rumänischen Sängerin |
| 22/2010 1 Woche       | 22/2010 1 Woche       | Satellite Lena Meyer-Landrut John Gordon, Julie Frost                                                                      | Siegerlied des Eurovision Song Contest 2010 | Siegerlied des Eurovision Song Contest 2010 |
| 23/2010 10 Wochen     | 23/2010 10 Wochen     | Glow Madcon Hitesh Ceon, Kim Ofstad, Tshawe Baqwa, Yosef Wolde-Mariam                                                      | im Begleitprogramm des Eurovision Song Contest in Oslo aufgetreten, zweite Nummer-eins-Single | im Begleitprogramm des Eurovision Song Contest in Oslo aufgetreten, zweite Nummer-eins-Single |
| 33/2010 4 Wochen      | 33/2010 4 Wochen      | Love the Way You Lie Eminem feat. Rihanna Marshall Mathers, Alexander Grant, H. Hafferman                                  | Eminems vierte, Rihannas dritte Nummer eins | Eminems vierte, Rihannas dritte Nummer eins |
| 37/2010 1 Woche (+2)  | 37/2010 1 Woche (+2)  | Freaky Like Me Madcon feat. Ameerah Ameerah El Ouiglani, Arjang Shishegar, TJ Oosterhuis, Tshawe Baqwa, Yosef Wolde-Mariam | dritte Nummer-eins-Single für Madcon zusammen mit der belgischen Sängerin Ameerah | dritte Nummer-eins-Single für Madcon zusammen mit der belgischen Sängerin Ameerah |
| 37/2010 6 Wochen      | 37/2010 6 Wochen      | Only Girl (In the World) Rihanna Cristyle Johnson                                                                          | Rihannas vierte Nummer eins | Rihannas vierte Nummer eins |
| 43/2010 2 Wochen      | 43/2010 2 Wochen      | Prisoner of the Road Sivert Høyem                                                                                          | Solosingle des Sängers von Madrugada, Themasong 2010 des Norwegian Telethon, einer jährlich stattfindenden TV-Spendengala, die in diesem Jahr zugunsten des Norwegian Refugee Council (NRC) veranstaltet wurde | Solosingle des Sängers von Madrugada, Themasong 2010 des Norwegian Telethon, einer jährlich stattfindenden TV-Spendengala, die in diesem Jahr zugunsten des Norwegian Refugee Council (NRC) veranstaltet wurde |
| 45/2010 2 Wochen (+1) | 45/2010 2 Wochen (+1) | Freaky Like Me Madcon feat. Ameerah Ameerah El Ouiglani, Arjang Shishegar, TJ Oosterhuis, Tshawe Baqwa, Yosef Wolde-Mariam | − | − |
| 47/2010 3 Wochen (+1) | 47/2010 3 Wochen (+1) | Home for Christmas Maria Mena Maria Mena, Martin Sjølie                                                                    | Titelmelodie des norwegischen Films Hjem til jul; nach fünf Top-10-Singles die erste Nummer 1 für Mena | Titelmelodie des norwegischen Films Hjem til jul; nach fünf Top-10-Singles die erste Nummer 1 für Mena |
| 50/2010 2 Wochen      | 50/2010 2 Wochen      | Moments Hans Bollandsås | Gewinner von X Factor Norwegen 2010 | Gewinner von X Factor Norwegen 2010 |
| 52/2010 1 Woche (+3)  | 52/2010 1 Woche (+3)  | Home for Christmas Maria Mena Maria Mena, Martin Sjølie                                                                    | − | − |

| < 2009 |  |  |  | 2011 > |

|  |

|        | Nummer-eins-Alben 2010     |                            |                            |        |
| < 2009 | in den norwegischen Charts | in den norwegischen Charts | in den norwegischen Charts | 2011 > |

| Datum Wochen           | Datum Wochen           | Titel / Interpret                                                     | Information | Information |
| ---------------------- | ---------------------- | --------------------------------------------------------------------- | --- | --- |
| 1/2010 1 Woche (+3)    | 1/2010 1 Woche (+3)    | Caught in a Life Donkeyboy                                            | Debütalbum, 3-fach-Platin | Debütalbum, 3-fach-Platin |
| 2/2010 1 Woche         | 2/2010 1 Woche         | Always Stage Dolls                                                    | neuntes Chartalbum, erstes Nummer-eins-Album der seit 1983 bestehenden Hard-Rock-Band aus Trondheim                              | neuntes Chartalbum, erstes Nummer-eins-Album der seit 1983 bestehenden Hard-Rock-Band aus Trondheim                              |
| 3/2010 1 Woche         | 3/2010 1 Woche         | My American Dream Frøya                                               | erstes Nummer-eins-Album der norwegischen Country-Pop-Sängerin, Gold                                                             | erstes Nummer-eins-Album der norwegischen Country-Pop-Sängerin, Gold                                                             |
| 4/2010 1 Woche         | 4/2010 1 Woche         | Heavy Metal Fruit Motorpsycho                                         | viertes Nummer-eins-Album | viertes Nummer-eins-Album |
| 5/2010 1 Woche         | 5/2010 1 Woche         | Rated R Rihanna                                                       | erstes Nummer-eins-Album, Gold                                                                                                   | erstes Nummer-eins-Album, Gold                                                                                                   |
| 6/2010 6 Wochen        | 6/2010 6 Wochen        | Strike! The Baseballs                                                 | Platin, Debütalbum der deutschen Rockabilly-Band                                                                                 | Platin, Debütalbum der deutschen Rockabilly-Band                                                                                 |
| 12/2010 4 Wochen       | 12/2010 4 Wochen       | The Brothel Susanne Sundfør                                           | erstes Nummer-eins-Album der norwegischen Singer-Songwriterin                                                                    | erstes Nummer-eins-Album der norwegischen Singer-Songwriterin                                                                    |
| 16/2010 1 Woche        | 16/2010 1 Woche        | Kanon! Gitarkameratenes aller beste Gitarkameratene                   | Live-Doppelalbum und erstes Nummer-eins-Album der vierköpfigen „Supergroup“                                                      | Live-Doppelalbum und erstes Nummer-eins-Album der vierköpfigen „Supergroup“                                                      |
| 17/2010 1 Woche        | 17/2010 1 Woche        | Waiting for That One Clear Moment Thomas Dybdahl                      | drittes Nummer-eins-Album | drittes Nummer-eins-Album |
| 18/2010 2 Wochen       | 18/2010 2 Wochen       | Iron Man 2 (Filmsoundtrack) AC/DC                                     | zweites Nummer-eins-Album in Folge                                                                                               | zweites Nummer-eins-Album in Folge                                                                                               |
| 20/2010 1 Woche        | 20/2010 1 Woche        | Aldri solgt en løgn Karpe Diem                                        | erstes Nummer-eins-Album der norwegischen Rapgruppe                                                                              | erstes Nummer-eins-Album der norwegischen Rapgruppe                                                                              |
| 21/2010 1 Woche        | 21/2010 1 Woche        | Exile on Main Street Rolling Stones                                   | überarbeitete Neuauflage, nach 1972 zum zweiten Mal auf Platz 1                                                                  | überarbeitete Neuauflage, nach 1972 zum zweiten Mal auf Platz 1                                                                  |
| 22/2010 2 Wochen       | 22/2010 2 Wochen       | Eurovision Song Contest 2010 Diverse artister                         | alle 29 Teilnehmerlieder am ESC 2010                                                                                             | alle 29 Teilnehmerlieder am ESC 2010                                                                                             |
| 24/2010 8 Wochen (+1)  | 24/2010 8 Wochen (+1)  | Leite etter lykka Hellbillies                                         | 2-fach-Platin, zweites Nummer-eins- und zehntes Top-10-Album in Folge                                                            | 2-fach-Platin, zweites Nummer-eins- und zehntes Top-10-Album in Folge                                                            |
| 32/2010 1 Woche        | 32/2010 1 Woche        | The Suburbs Arcade Fire                                               | erstes Nummer-eins-Album | erstes Nummer-eins-Album |
| 33/2010 1 Woche (+8)   | 33/2010 1 Woche (+8)   | Leite etter lykka Hellbillies                                         | − | − |
| 34/2010 3 Wochen       | 34/2010 3 Wochen       | The Final Frontier Iron Maiden                                        | erstes Nummer-eins-Album | erstes Nummer-eins-Album |
| 37/2010 1 Woche (+1)   | 37/2010 1 Woche (+1)   | Melodi Grand Prix Junior 2010 Diverse artister                        | Teilnehmerlieder des norwegischen Vorentscheids für den MGP Nordic, viertes Nummer-eins-Album der seit 2002 bestehenden Serie    | Teilnehmerlieder des norwegischen Vorentscheids für den MGP Nordic, viertes Nummer-eins-Album der seit 2002 bestehenden Serie    |
| 38/2010 1 Woche        | 38/2010 1 Woche        | Senior Röyksopp                                                       | viertes Nummer-eins-Album, zweites in Folge                                                                                      | viertes Nummer-eins-Album, zweites in Folge                                                                                      |
| 39/2010 1 Woche (+1)   | 39/2010 1 Woche (+1)   | Melodi Grand Prix Junior 2010 Diverse artister                        | − | − |
| 40/2010 2 Wochen       | 40/2010 2 Wochen       | November Odd Nordstoga                                                | drittes Nummer-eins-Album | drittes Nummer-eins-Album |
| 42/2010 2 Wochen       | 42/2010 2 Wochen       | For sånne som oss Henning Kvitnes                                     | zweites Nummer-eins-Album und fünftes Top-2-Album in Folge für den Rocksänger und Songwriter, der seit 30 Jahren aktiv ist       | zweites Nummer-eins-Album und fünftes Top-2-Album in Folge für den Rocksänger und Songwriter, der seit 30 Jahren aktiv ist       |
| 44/2010 2 Wochen       | 44/2010 2 Wochen       | I full symfoni II Vamp                                                | Live-Album, aufgenommen zusammen mit dem Kringkastingsorkestret; viertes Nummer-eins-Album in Folge für die norwegische Folkband | Live-Album, aufgenommen zusammen mit dem Kringkastingsorkestret; viertes Nummer-eins-Album in Folge für die norwegische Folkband |
| 46/2010 1 Woche        | 46/2010 1 Woche        | Rundt neste sving Bjørn Eidsvåg                                       | fünftes Studioalbum in Folge auf Platz 1 für den Musiker                                                                         | fünftes Studioalbum in Folge auf Platz 1 für den Musiker                                                                         |
| 47/2010 1 Woche        | 47/2010 1 Woche        | The Promise: The Darkness on the Edge of Town Story Bruce Springsteen | zehntes Nummer-eins-Album für den „Boss“ in Norwegen                                                                             | zehntes Nummer-eins-Album für den „Boss“ in Norwegen                                                                             |
| 48/2010 5 Wochen (+24) | 48/2010 5 Wochen (+24) | Have Yourself a Merry Little Christmas Kurt Nilsen & KORK             | drittes Soloalbum auf Platz 1 für das World Idol                                                                                 | drittes Soloalbum auf Platz 1 für das World Idol                                                                                 |

| < 2009 |  |  |  | 2011 > |
|        |  |  |  |        |